# Sorex salvini
Sorex salvini — вид комахоїдних ссавців з родини мідицевих (Soricidae).

## Таксономічні примітки
Відділена від S. saussurei; умовно включає cristobalensis на основі низької розбіжності послідовностей, але це потребує подальшого дослідження.

## Географічне поширення
Мексика, Гватемала.